# Крайбрежни миуоки
Крайбрежните миуоки са индианска група, част от по-голямата етническа група миуоки, населяващи Калифорнийското крайбрежие между Голдън Гейт и Дънканс Пойнт. На изток територията им достигала до Сонома Крийк. Крайбрежните миуоки са втората по големина група на миуоките, езиково близки с Езерните миуоки. Идентифицирани са две техни диалектни групи, Западни или Бодега и Южни или Марин като при южните имало два диалекта – долинни и крайбрежни.

## Име
Първоначално името Миуок (Мийуок), Мокуелумнан и Меуан се прилагало към езиковото семейство, което включва не само Крайбрежните миуоки, но и Езерните миуоки, Долинните миуоки и Сиера миуоките. Си Харт Мериам свързва крайбрежните и езерните и ги нарича с общото име Иннеко. Джон Уесли Пауъл определя две разделения на семейството Мокуелумнан – Миуок и Оламентке. Вторите по-късно са наречени Крайбрежни миуоки. Мериам прибавя тук трето разделение - Хукуеко. Неговата класификация е Оламентко (около Бодега Бей), Лекатеутко (между Фрийстоун и Петалума) и Хукуеко (южно от предните). Други известни техни имена идват от имената на големи села или определени места. Алфред Крьобер дава тези имена като племенни: Болинас, Боланос, Чокуйем, Гилоко (Гилос), Гуимен, Хукиюсла, Ликатуит (на Мериам Лекатеутко), Никасиас, Нумпали, Оламентке, Олеоми, Олумпали, Петалумас (или Илхиас), Сономи, Тамал (Тамалос, Тамаланос, Тумалениас), Тимбалаки, Тулар (и) и Учиум.

## Култура
Прехранвали се предимно с лов и събирачество, но през летните месеци живеели по брега, където ловяли риба и събирали морски дарове. Територията им била богата на природни ресурси. Елените и раците били на разположение през цялата година. Жълъдите, различни семена и водорасли се съхранявали за зимата. Рано през пролетта ловяли риба и гъски в реките и блатата. През лятото хората напускали постоянните си села по брега и се отправяли към хълмовете да ловуват и да събират растителни храни. Морската храна също била важна част от диетата. Морските бозайнице не били ловувани и не служели за храна, но рибата и някои видове миди били от основно значение. Ловували различни птици за храна и заради перата им. Изисквало се сексуално въздържание няколко дни преди лов и риболов. Тези дености се преустановявали по време на месечния цикъл на жената и при раждането на дете.
Основното жилище било конусовидна колиба от пръти покрита с трева, която побирала от 6 до 10 души. В големите села имало доста голяма къща за потене с кръгла форма, вкопана в земята на 1,5 м и покрита с треви и пръст. Тя не играела роля на мъжко общежитие, но представлявала социален и работен център за мъжете. В големите села имало също и Танцувална къща, подобна на къщата за потене, която била собственост на тайните общества.
Съществувало силно развито чувство за собственост. Границите на териториите били строго определени и за преминаването им от чужди хора се изисквало заплащане под формата на мидени дискчета. Земята като цяло не ебила ничия собственост, но някои дъбове, ловни и риболовни територии са били.
От камък и дърво изработвали различни иструменти. От обсидиан ножове и върхове на стрели. Оформени мидени дискчета били използвани като платежно средство. Мъжете изработвали мрежи и въжета от корена на лупина (Lupinus Chamissonis). Кошничарството било добре развито и било женска работа.
Облеклото им било оскъдно. Мъжете понякога носели набедреник от еленова кожа и риза без ръкави от туле или еленова кожа. Жените носели двойна престилка от същите материали. Носели огърлици от всякакви черупки. Някои продупчвали ушите си и си слагали украшения. Някои стари мъже и жени имали татуировки на гърдите си. Носели гривни и колани украсени с пера.
Мъртвите били кремирани, а личните им вещи изгаряни. Опечалените отрязвали косата си и не споменавали името на починалия за неопределено време. Не се е провеждала траурна церемония.
Липсвала обща племенна организация. Голямото село имало вожд (хойпу), чиито пост не бил наследствен. Вождът се грижел за хората, съветвал ги и разговярял ежедневно с тях. Стария вожд и 4 възрастни жени обучавали новия вожд и когато наследника бил готов да поемевластта старият се оттеглял. Имало и две важни лидерки. Едната (хойпу куле йи – жена вожд) ръководела Танца на жълъдите и някои други танци. Втората жена (маиен) била истинска ключова фигура. Тя ръководила церемониалната къща на жените, ръководела строителството на нова такава, приготвяла храната за празниците и се грижела и за някои по-маловажни неща.
Имали 5 вида лечители, всеки от които разполагал със собствени методи и инструменти за лечение. Някои лекували с изсмукване на болестта, други с песни и танци.

## Популация
Според предварителни оценки на населението преди идването на белите групата наброява между 1 500 и 2 000 души в 44 малки селца. През 1848 г. остават само 300. До 1880 г. едва 60, през 1888 г. само 6, през 1908 са били 11, а през 1920 едва 5. Към днешна дата и хората и културата им са изчезнали.

## История
Първите европейци, които вероятно се срещат с Крайбрежните миуоки са Франсис Дрейк през 1579 г. и Себастиан Родригес Керменьо през 1595 г. Няма данни за други европейци да са посещавали района до края на 18 век. През 1811 г. и 1812 г. е основана известната руска колония в близост до Форт Рос и Бодега е използвана като нейно пристанище. През 1776 г. няколко десетилетия преди идването на руснаците испанците основават мисия в Сан Франциско, която е използвана като изходна база за основаването на мисиите Сан Рафаел (1817) и Солано-Сонома (1823). Принудителната мисионизация водят до големи загуби сред населението и до значителни културни промени. Първите години на американското присъствие са фокусирани върху дърводобива и селското стопанство. Някои от малцината оцелели Крайбрежни миуоки по това време намират работа в дъскорезниците и на полето. 